# Sinodo diocesano
Un sinodo diocesano (in latino: Synodus dioecesana) è una riunione straordinaria del clero e dei laici di una Chiesa particolare, che viene convocata dal vescovo diocesano, sentito il consiglio presbiterale (o da un altro prelato se tale Chiesa non è una diocesi o se è nello stato di sede vacante). Lo scopo della convocazione è deliberare su questioni legislative. 
Il sinodo diocesano è distinto dal sinodo provinciale detto anche concilio, provinciale che è indetto nell'ambito di un'intera provincia ecclesiastica. Di conseguenza, il sinodo diocesano si colloca ad un punto inferiore nella gerarchia dei concili e sinodi prevista dal diritto canonico.
Nel sinodo diocesano il vescovo è l'unico ad avere potestà legislativa, mentre tutti gli altri convocati esercitano solamente un voto consultivo. Pertanto, gli atti di tale organo devono essere approvati, sottoscritti e promulgati dal vescovo per avere efficacia all'interno della diocesi.

## Storia
Secondo alcuni autori, il primo sinodo di questo tipo ebbe luogo nell'anno 511, secondo altri il primo sarebbe stato quello di Auxerre nel 585. Tra gli anni 318 e 321 ne avvenne probabilmente uno ad Alessandria d'Egitto, convocato dal patriarca titolare di questa sede. Nell'America Latina, invece, il più antico fu il primo sinodo di Santo Domingo del 1539.
Durante il Concilio Lateranense IV, convocato da papa Innocenzo III nel 1215, fu pubblicata la prima norma generale per questo tipo di sinodi. Tuttavia, già in precedenza nel Concilio di Toledo XVI si era già previsto un inquadramento generale col canone 7 relativo ai sinodi diocesani.
Il Concilio di Trento, con l'intenzione di ridare slancio ai sinodi diocesani, prescrisse che dovessero tenersi una volta all'anno, ma il provvedimento restò largamente disatteso.
Nel caso della Chiesa latina, secondo il canone 460 del vigente Codice di Diritto Canonico, il sinodo diocesano potrebbe definirsi come:
(Codice di diritto canonico)

## Aspetti giuridici
Il sinodo diocesano è un organo consultivo del vescovo, che ne nomina i membri, sia chierici che laici (can. 460 CIC 1983), con facoltà di invitare persone esterne a presenziare (can. 462 § 1 CIC), tra cui cristiani non cattolici in qualità di osservatori (can. 463 § 3 CIC). Il vescovo può interrompere i lavori o sciogliere l'organo quando lo ritiene opportuno (c. 468 § 1 CIC); in caso di sede vacante o di sede impedita, l'organo è automaticamente sciolto per diritto finché il nuovo vescovo diocesano ne dichiari la continuità ovvero l'estinzione (can. 468 § 2 CIC). Gli arcivescovi possono convocare i cosiddetti sinodi provinciali per tutta la provincia ecclesiastica di rispettiva competenza. Il vescovo determina il contenuto della consultazione. Nel sinodo diocesano, solo il vescovo diocesano ha potestà legislativa, mentre il sinodo ha solo diritto di voto consultivo (can. 466 CIC).  
Fino al Concilio Vaticano II, solo il clero poteva partecipare ai sinodi. Papa Paolo VI ha aperto i sinodi diocesani al laicato, decisione che fu recepita anche dal Codice di diritto canonico del 1983 attualmente in vigore (cann. 460–468 CIC).
Secondo il Codex Iuris Canonici del 1917, ogni vescovo era tenuto a indire un sinodo diocesano almeno una volta ogni dieci anni. Le più recenti disposizioni del diritto canonico non sono chiare su questo punto. Tuttavia, l'intento del Concilio Vaticano II era quello di facilitare lo svolgimento dei sinodi e di coinvolgere in questo modo più cristiani nella responsabilità di regolare gli affari ecclesiastici. La nuova concezione della Chiesa, non più solo intesa come gerarchia ma anche come popolo di Dio, necessita di un'attuazione a livello diocesano . Tuttavia, negli anni Duemila i sinodi diocesani si svolgono raramente e sono sostituiti da altri organi consultivi non vincolanti.
Secondo il Codice di diritto canonico del 1983 (can. 463), ne sono membri: il vescovo coadiutore e i vescovi ausiliari; i vicari generali, i vicari episcopali e il vicario giudiziale; i membri del consiglio presbiterale; i fedeli laici eletti dal consiglio pastorale; il rettore del seminario maggiore; i canonici della chiesa cattedrale; i vicari foranei; almeno un presbitero eletto in ogni vicariato foraneo; alcuni superiori di istituti religiosi e società di vita apostolica la cui casa è ubicata nella diocesi; chierici e laici nominati dal vescovo; ministri e membri di comunità ecclesiali non in piena comunione con la Chiesa cattolica (solo in qualità di osservatori).